# Carlo Taverna (partigiano)
Carlo Taverna, noto anche con lo pseudonimo di Nitzi (Viguzzolo, 19 ottobre 1920 – Piacenza, 21 luglio 2023), è stato un militare e partigiano italiano.

## Biografia
Carlo Taverna era nato nel Comune di Viguzzolo, nel tortonese, da Luigi Taverna e Angioletta Pertusi. Era figlio unico e apparteneva a una famiglia di contadini. La madre morì di tifo quando Carlo aveva appena 5 anni. Il padre Luigi partecipò come combattente alla Prima Guerra Mondiale e nell'ottobre del 1917 fu fatto prigioniero e internato in un campo di concentramento in Austria e in seguito trasferito in un campo di lavoro in Polonia. Sergente esploratore di gruppo, Luigi ottenne la Croce di guerra al valor militare per aver salvato la vita a cinque soldati feriti che si trovavano con lui.
Carlo fu militare dal 1939 fino al 1943 a Fossano nel 28° Reggimento di Artiglieria. Sbandato dopo l'8 settembre 1943 come tanti altri giovani che non risposero ai bandi di arruolamento nell'esercito della Repubblica sociale italiana, disertò e cominciò a collaborare con gli antifascisti.  A partire dal 1 ottobre 1944 il quasi 24enne Carlo passa tra le file della Brigata partigiana Po Argo della Divisione Garibaldi Pinan Cichero, con l'incarico di responsabile del servizio informazioni partigiano (SIP) di brigata. Il nome di battaglia scelto fu "Nitzi". Il 6 maggio 1945 viene smobilitato con la qualifica di sottotenente partigiano combattente. Carlo Taverna deceduto all'età di 103 anni è stato l'ultimo partigiano del Tortonese.

## Riconoscimenti
- Certificato al patriota
- Distintivo d'onore per i patrioti "Volontari della Libertà"

## Note

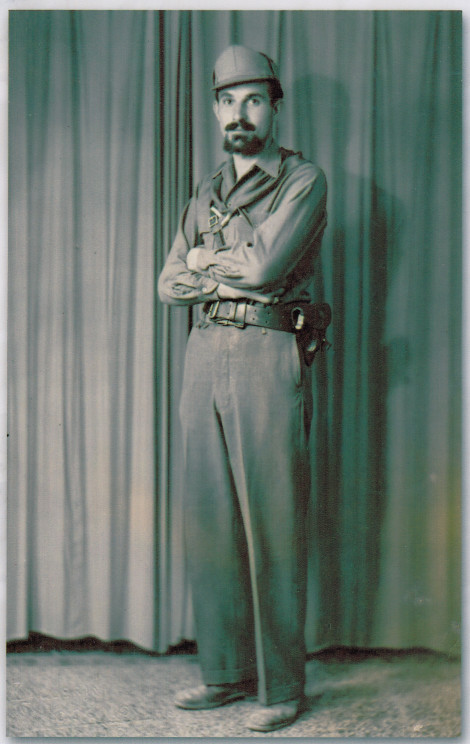
Carlo Taverna